# 南野尻村
南野尻村（みなみのじりむら）は、かつて富山県東礪波郡にあった村。村名は近世の野尻組の南部に位置していたことが由来となっている。

## 沿革
- 1889年（明治22年）4月1日 - 町村制の施行により、礪波郡焼野新村、百町村、大堀新村、元上野村、高堀村、年代村、焼野村、野尻野新村の区域の一部、古軸屋村の区域の一部、苗島村の区域の一部、松原新村の区域の一部及び八塚村の区域の一部の区域をもって、礪波郡南野尻村が発足する。
- 1896年（明治29年）3月29日 - 郡制の施行のため、礪波郡が分割して、東礪波郡が発足により、東礪波郡に所属となる。
- 1941年（昭和16年）4月1日 - 東礪波郡福野町に編入する。